# Basketball Hall of Fame
El Naismith Memorial Basketball Hall of Fame és un museu d'història i també el saló de la fama dedicat al bàsquet. Està situat a Springfield, Massachusetts, EUA. Dedicat a la preservació i promoció de la història del basquetbol. Dedicat al metge i inventor canadenc James Naismith, considerat el creador-inventor del joc que esdevindria esport d'èxit internacional. El Saló de la fama va nominar la primera promoció l'any abans inclús d'obrir el memorial el 17 de febrer.
Uns comitès interns garbellen i seleccionen a jugadors, entrenadors i àrbitres, que portin mínim tres any retirats, per ser candidats a entrar al saló de la fama. Ela candidats han d'haver demostrat mèrits al llarg de la seva carrera al món del bàsquet. Alguns equips sencers també es troben en el Hall of Fame, com és el cas dels Harlem Globetrotters.
Aquesta institució es va crear l'any 1959 i la construcció del museu es va acabar el 17 de febrer de 1968 a Springfield (Massachusetts). El 1985 l'edifici es va traslladar a una altra zona de Springfield, prop del centre, al costat est del riu. El 28 de setembre de 2002 el Hall of Fame es va traslladar de nou a la seva tercera llar, un edifici de 45 milions de dòlars i 7.400 m².